# Meczet Islam Aga w Niszu

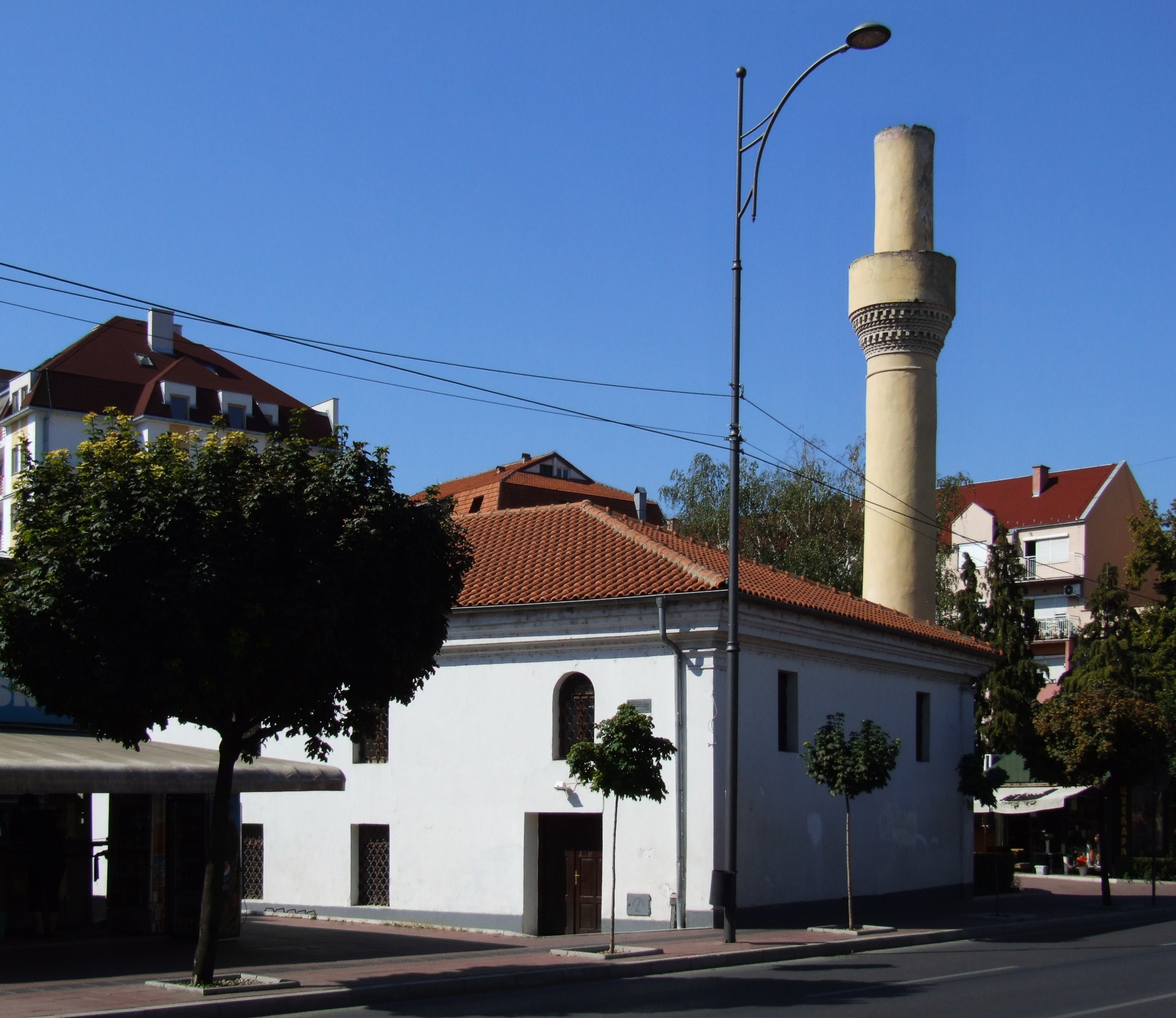
Meczet Islam Aga

Meczet Islam Aga (srb. Islam-agina džamija, Ислам-агина џамија) – jeden z dwóch zachowanych, ale jedyny działający meczet w serbskim mieście Nisz. Znajduje się niedaleko centralnego placu miasta, przy ulicy Generala Milojka Lešjanina.
Meczet wybudowano w 1720 roku, zrekonstruowano w 1870, kilka lat przed wyzwoleniem miasta z rąk Turków. Prostokątna świątynia posiada arkadowy portyk nad wejściem oraz obcięty częściowo minaret.
W marcu 2004 roku meczet został zaatakowany przez tłum Serbów i podpalony - była to zemsta za zniszczenie wielu świątyń prawosławnych w Kosowie przez miejscowych Albańczyków. Obecnie został on częściowo odrestaurowany i ponownie służy wiernym.